# Helmut Stahl

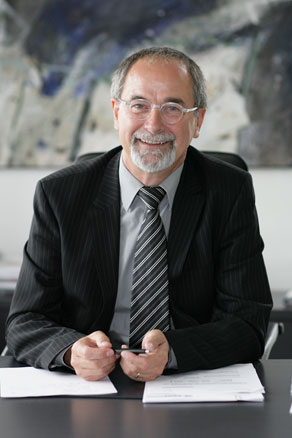
Helmut Stahl

Helmut Stahl (* 22. Juli 1947 in Olpe) ist ein deutscher Politiker (CDU). Er war von 2000 bis 2010 Mitglied des Landtags von Nordrhein-Westfalen.

## Ausbildung und Beruf
Helmut Stahl machte 1967 sein Abitur. Nach Grundwehrdienst und Industriepraktikum studierte er von 1969 bis 1975 Wirtschafts- und Sozialwissenschaften an der Universität zu Köln. Von 1975 bis 1981 hatte der Diplom-Volkswirt verschiedene Funktionen in der CDU-Bundesgeschäftsstelle im Konrad-Adenauer-Haus inne; zuletzt war Stahl Abteilungsleiter Sozialpolitik. Von 1981 bis 1983 war er wissenschaftlicher Mitarbeiter der CDU/CSU-Bundestagsfraktion in Bonn. Von 1983 bis 1993 war er im Bundesministerium für Arbeit- und Sozialordnung beschäftigt, zuletzt seit 1988 als Leiter der Grundsatz- und Planungsabteilung. 1993 bis 1996 wechselte er als Abteilungsleiter Soziales, Umwelt, Verkehr und Forschung in das Bundeskanzleramt. Von 1996 bis zum Wechsel der Bundesregierung 1998 war Stahl beamteter Staatssekretär im Bundesministerium für Bildung, Wissenschaft, Forschung und Technologie.

## Familie
Helmut Stahl ist verheiratet und Vater zweier erwachsener Kinder.

## Partei
Helmut Stahl ist seit 1965 Mitglied der CDU. Von 1999 bis 2003 war er stellvertretender Vorsitzender im CDU-Kreisverband Bonn. 1999 kandidierte er für das Amt des Oberbürgermeisters der Stadt Bonn und verlor in der Stichwahl gegen Bärbel Dieckmann (SPD).

## Politische Ämter
Von 2000 bis 2010 gehörte er dem Landtag von Nordrhein-Westfalen an. Von Oktober 2002 bis Juni 2005 war er Parlamentarischer Geschäftsführer der CDU-Landtagsfraktion, ab Juni 2005 Fraktionsvorsitzender der CDU-Landtagsfraktion.
Helmut Stahl schied auf eigenen Wunsch im Juni 2010 aus dem Landtag aus.

## Sonstige Ämter
- Präsident der Alexander-Koenig-Gesellschaft
- Stellvertretender Vorsitzender der Nordrhein-Westfälischen Ornithologengesellschaft
- Mitglied im Kuratorium der Stiftung Umwelt und Entwicklung Nordrhein-Westfalen
- Mitglied im Kuratorium der Stiftung Rheinische Kulturlandschaft
- Mitglied im Kuratorium des Max-Planck-Instituts für Gesellschaftsforschung
- Vorsitzender der Karl-Arnold-Stiftung
- Vorsitzender des Kuratoriums der Caritas-Stiftung Bonn
- Vorsitzender der Stiftung Versorgungswerk der CDU Deutschlands.